# ヤン・グボオ
ニャンタン・ヤン・グボオ（フランス語: Gnantin Yann Gboho、2001年1月14日 - ）は、コートジボワール・マン出身のサッカー選手。トゥールーズFC所属。ポジションはMF。

## クラブ歴
2018年5月24日にスタッド・レンヌとプロ契約を締結した。2019年8月3日のトロフェ・デ・シャンピオンで選手初出場を記録した。同年10月27日にプロ初得点を記録した。
2021年7月22日にSBVフィテッセに期限付き移籍した。
2022年8月19日に3年契約でサークル・ブルッヘに完全移籍した。
2024年1月8日、リーグ・アンに所属していたトゥールーズFCへ移籍した。

## 代表歴
年代別代表ではフランス代表としての出場経歴がある。

## 私生活
叔父のアンブロワーズ・グボオ、いとこのグエラ・ドゥエ、デジレ・ドゥエもサッカー選手。